# Tohir Yo‘ldosh
Tohir Yo‘ldosh, geboren als Tahir Abdoehalilovitsj Joeldasjev (Тахир Абдулхалилович Юлдашев; 2 oktober 1967 - 27 augustus 2009) was de leider van de Islamitische Beweging van Oezbekistan. Deze organisatie heeft hij samen met Juma Namangani in december 1991 opgericht. Deze organisatie verzet zich tegen het dictatoriale regime in Oezbekistan onder Islom Karimov. De Verenigde Naties zien deze organisatie echter als een terroristische organisatie.